# Не поздравил
Не поздравил е българска телевизионна новела от 1985 година по сценарий на Росица Буркова. Режисьор е заслужилия артист Асен Траянов. Новелата е направена по едноименния разказ на Иван Вазов.

## Любопитно
- „Не поздравил“ е направен по-неизвестен и непопулярен разказ от творчеството на Вазов. Разказът е повлиян от „Смъртта на чиновника“ на Антон Чехов[1].

## Сюжет
Чиновникът Станчо Плужев (и тук както при „Чеховия“ Червяков, е търсено съзвучие между характер и фамилия) не тръгва да търси начин за извинение. Той само се притеснява и поболява от това, че е срещнал министъра и не го е поздравил. Но точно когато очаква беди и неприятности в службата, Плужев е награден с орден за изрядна служба. Сърцето му не издържа на тези резки и неочаквани обрати и той...умира.

## Актьорски състав
| В главните роли          | Изпълнител          |
| ------------------------ | ------------------- |
| чиновникът Станчо Плужев | з. а. Стоян Стоев   |
|                          | Румяна Гайтанджиева |
|                          | з. а. Христо Руков  |

Останалите роли се изпълняват от самодейни актьори от гр. Лом.